# Kennington
Kennington es un barrio (district) situado en el centro de Londres, Inglaterra, al sur del río Támesis.
Está, principalmente, en el municipio (Borough) de Lambeth, aunque partes del distrito caen dentro del de Southwark. Se encuentra a milla y media, más o menos, al sureste de Charing Cross, en Inner London y se identifica como un centro local en el London Plan. Fue una Royal Manor en la antigua parroquia de Santa María de Lambeth en el condado de Surrey y era el centro administrativo de la parroquia desde 1853. Su proximidad al centro de Londres fue clave para el desarrollo de la zona como un suburbio residencial y fue incorporada a la región metropolitana de Londres en 1855.
En Kennington pueden encontrarse determinados hitos significativos de Londres, como el terreno de cricket the Oval, el Museo Imperial de la Guerra y Kennington Park. Su población, según el censo del Reino Unido de 2011 era de 21.287 habitantes.

## Historia

### Toponimia
Kennington aparece en el Domesday Book de 1086 como Chenintune. Está documentada como Kenintone en 1229 y Kenyngton en 1263. Mills (2001) cree que el nombre es de antiguo inglés con el significado de "granja o finca asociada a un gombre llamado Cēna'. Otra explicación es que significa "lugar del rey", o "ciudad del rey".

### Historia temprana
La presencia de un túmulo, y otros rasgos geográficos significativos, sugieren que la zona fue considerada en tiempos antiguos como un lugar sagrado para reunirse. Según el Domesday Book lo tenía Teodric (Theodoric) el Orfebre. El señorío de Kennington estaba separado del de Vauxhall por el río Effra, un afluente del Támesis. Un río más pequeño, el Neckinger, corría por la parte septentrional de Kennington, aproximadamente donde estgá hoy Brook Drive. Ambos ríos han sido ahora derivados a alcantarillas cubiertas.

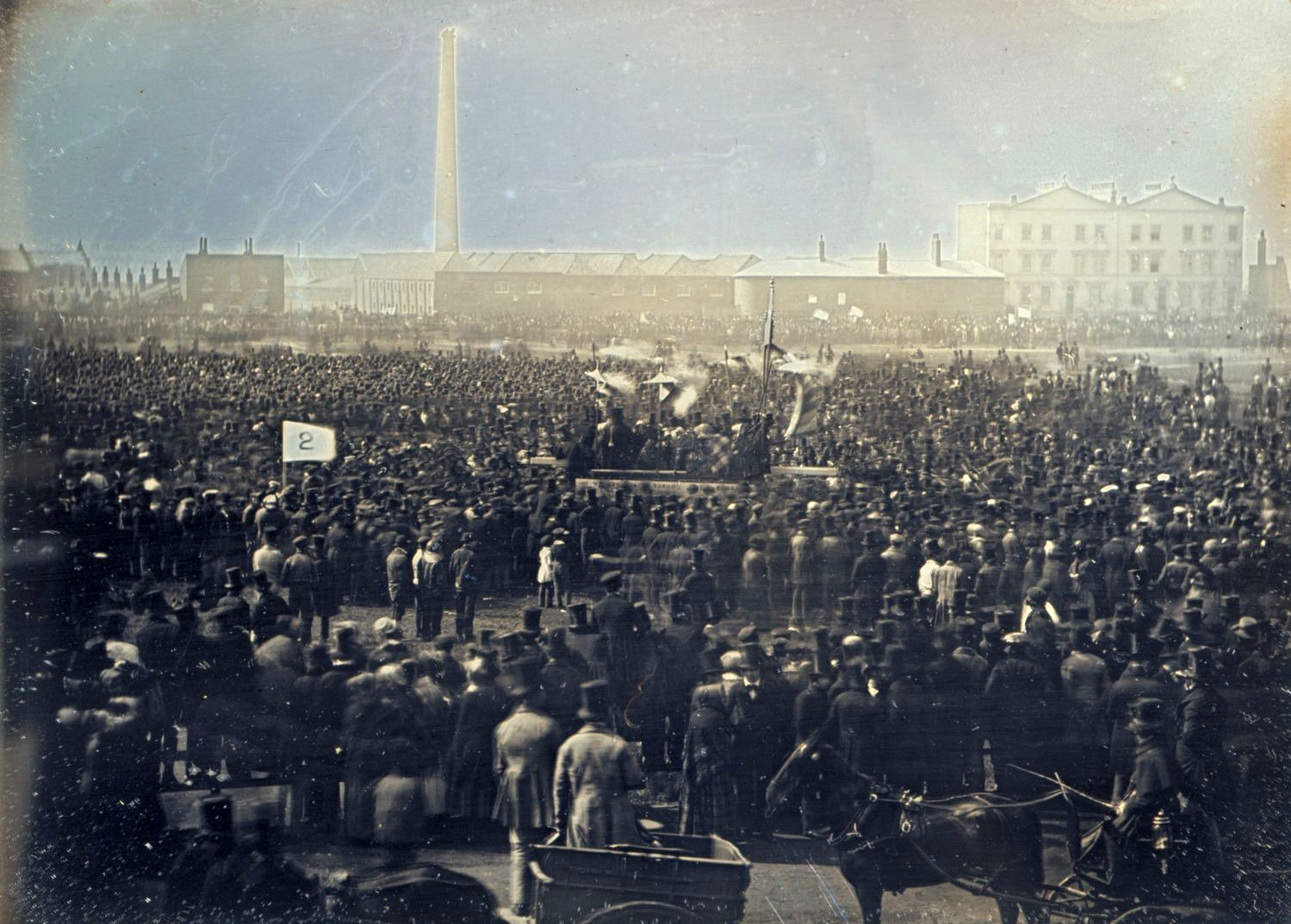
Cartistas reunidos en Kennington Common en 1848.

Canuto Hardeknut, rey de Dinamarca y Inglaterra, murió en Kennington en 1041. Harold Godwinson asumió la corona tras la muerte de Eduardo el Confesor en Kennington; se dice que se la colocó él mismo sobre la cabeza. El rey Enrique II mantuvo su corte aquí en 1231; y, según Mateo de París, en 1232, el Parlamento se reunió en Kennington.
Eduardo III dio el señorío a su hijo mayor, Eduardo, el príncipe Negro en 1337, y el príncipe entonces construyó un gran palacio real en el triángulo formado por Kennington Lane, Sancroft Street y Cardigan Street, cerca de Kennington Cross. En 1376, según John Stow, Juan de Gante vino a Kennington para escapar de la furia del pueblo de Londres. Geoffrey Chaucer tuvo empleo en Kennington en 1389. Aquí residieron ocasionalmente los reyes Enrique IV y Enrique VI. Enrique VII estuvo en Kennington antes de su coronación. Catalina de Aragón estuvo en el palacio de Kennington en 1501. En 1531, por orden del rey Enrique VIII, la mayor parte del palacio de Kennington fue desmantelado, y se usaron los materiales para construir el palacio de Whitehall.
El señorío histórico de Kennington siguió perteneciendo al hijo primogénito del monarca (el príncipe de Gales, duque de Cornualles: véase duques de Cornualles). El ducado de Cornualles mantiene una importante cantidad de propiedades en la zona.

### sigloXVIII
El siglo XVIII vio un considerable desarrollo en Kennington. A principios de ese siglo, la zona era, esencialmente, una aldea en las carreteras meridionales que llevaban a Londres, con el Common o ejido en el que se llevaban a cabo las ejecuciones públicas. En 1746, Francis Towneley y ocho hombres que habían participado en el alzamiento jacobita fueron colgados, ahogados y descuartizados aquí.
La zona era, sin embargo, suficientemente relevante como para que se reconozca en el Peerage of Great Britain y en 1726, el título de Conde de Kennington fue asumido por el príncipe Guillermo, duque de Cumberland.
El desarrollo de Kennington vino a través del acceso a Londres, lo que ocurrió cuando, en 1750, se construyó el puente de Westminster. En 1751, se construyó la Kennington Road desde Kennington Common (tal como era entonces; ahora Kennington Park) al puente de Westminster.

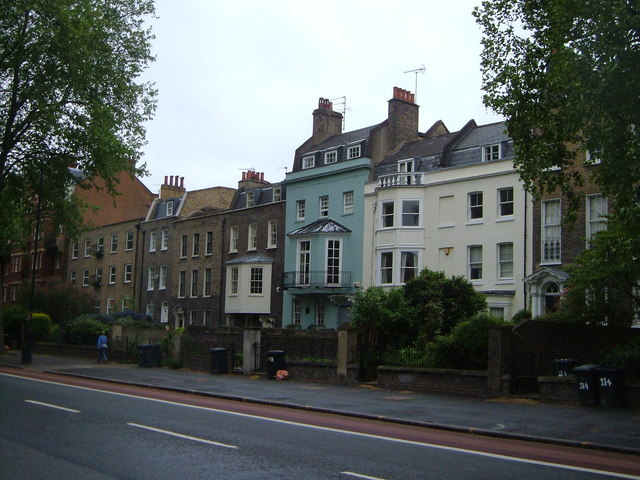
Kennington Road fue construida en 1751 y pronto se erigieron casas a lo largo de la misma

El 10 de mayo de 1768, aproximadamente en el mismo sitio en el que hoy se encuentra el Museo Imperial de la Guerra, aconteció la masacre de St George's Fields. Empezó una revuelta por la detención en la King's Bench Prison del radical, John Wilkes – había escrito un artículo en el que atacaba al rey Jorge III. Se leyó la Riot Act, y los soldados dispararon contra la multitud, matando a siete personas.
Para la década de 1770, el desarrollo de Kennington hasta su forma actual estaba bien avanzado. Se construyeron hileras de casas en el lado este de Kennington Road y Cleaver Square (llamada entonces Prince's Square) se crearon en 1788. Michael Searles, arquitecto y desarrollista, construyó casas adosadas a lo largo de Kennington Park Road en la década de 1790.
En 1796, una casa en West Square se convirtió en la primera estación de telégrafo óptico, entre el Almirantazgo en Londres, y Chatham y Deal en Kent, y durante las Guerras Napoleónicas transmitieron mensajes entre Whitehall y la Royal Navy.
Un timador de Camberwell, llamado Badger, fue la última persona a la que colgaron en el ejido de Kennington en 1799.

### sigloXIX
La moderna trama de calles se formó a principios del XIX. Se había convertido en un suburbio semirrural con grandes casas. La plaza mayor tenía mala reputación. Ya no se usaba este ejido para que pastase el ganado o propósitos agrícolas, sino que era simplemente un vertedero. Se extinguieron los derechos comunales sobre una esquina de la tierra y en 1824, se alzó la iglesia de Santa María en la zona del patíbulo. En 1852, por iniciativa del ministro de esta iglesia, el ejido se cerró y se convirtió en el primer parque público en el sur de Londres. 
En 1831 se crearon los Royal Surrey Gardens, ocupando 15 acres de tierra al este de Kennington Park. Había allí animales enjaulados, y un lago de alrededor de tres acres, con una variedad de plantas y árboles exóticos. Fue rediseñado en 1856 para el Surrey Music Hall: con una capacidad de 12.000 espectadores sentados, era el edificio más grande de su tipo en Londres. La sala de música fue destruida por un fuego en el año 1861, y vendieron el solar para construir edificios residenciales en 1877.
Se construyó en los huecos entre las carreteras principales. El terreno de cricket The Oval fue alquilado a Surrey County Cricket Club por el Ducado de Cornualles en 1845, y los gasómetros vecinos fueron construidos en 1853.
La iglesia de San Juan se construyó entre 1871 y 1874. En 1889 se diseñó la Biblioteca Durning, en Kennington Cross, en estilo neogótico. Fue un regalo al pueblo de Kennington por Jemina Durning Smith. Kennington station se abrió como "Kennington (New Street)" en 1890 por el metro de la Ciudad de Londres y Southwark.

### Historia moderna
En el siglo XX se produjo primero la decadencia de la zona y después, su gentrificación. La decadencia empezó a principios de siglo. La clase media dejó de tener criados y ya no buscaba grandes casas en Kennington, prefiriendo los suburbios del exterior de Londres. Las casas se dividieron en apartamentos, proporcionando alojamiento barato a trabajadores con empleos poco remunerados.
Kennington dejó de ser el centro administrativo de Lambeth en 1908. Con la finalidad de mejorar el barrio, a partir de 1915 el Ducado de Cornualles estableció un ambicioso proyecto para desarrollar la tierra. Courtenay Square, Courtenay Street, Cardigan Street, Denny Street y Denny Crescent fueron diseñadas por los arquitectos Stanley Davenport Adshead, Stanley Churchill Ramsay y JD Coleridge, en un estilo neogeorgiano.
En 1922, se creó el Hospital de Lambeth en Brook Drive. Con capacidad para 1.250 pacientes en 1939, era uno de los hospitales más grandes de Londres. Después de que se creara el National Health Service, se convirtió en un hospital general; se cerró en 1976.
La estación de Kennington se remodeló en 1925 para acomodar la rama de Charing Cross de la Northern Line. El 15 de octubre de 1940 una gran parte de Kennington Park padeció un bombardeo alemán sin que se sepa exactamente la cantidad de personas que murieron, calculándose en unas cien personas. 
El ayuntamiento de Lambeth decidió demoler St. Agnes Place, una calle de edificios victorianos, para ampliar el parque. Sin embargo, en 1969 empezó a ser ocupada, y no fue hasta 2005 cuando el ayuntamiento consiguió echar a los ocupas. Los edificios se derribaron en 2007. La extensión de Kennington Park actualmente cubre gran parte del lugar.
En 1995, el Ayuntamiento de Lambeth decidió restaurar el centro de Cleaver Square, para proporcionar de nuevo un espacio público tranquilo para la gente de Kennington. Se ha convertido en la principal plaza con jardín del barrio.

### Gentrificación en elsigloXXI
En años recientes, Kennington ha experimentado una gentrificación, principalmente debido a su ubicación y a los buenos enlaces mediante transporte con el West End y la Ciudad de Londres. En London: A Social History, Roy Porter describe "villas victorianas en... Kennington, largamente devaluadas por su uso como casas de alquiler, fueron transformadas en pisos de lujo para jóvenes profesionales o gangas para compradores de primera mano;— o tomaron posesión de ellas de nuevo por la clase de familia a la que pertenecieron cuando se las construyó..."; y "Chambers London Gazetteer" observa que la "reunión de propiedades anteriormente divididas" como "un cambio de sentido en la decadencia".
A la ubicación y el transporte, ha de añadirse la buena calidad de la arquitectura de muchas propiedades en Kennington — caracterizadas por hileras de edificios de la época georgiana y victoriana de ladrillo de Londres amarillo, típicamente de tres plantas o más altos, frente a las calles y plazas principales.

## Lugares destacados
- Kennington Park, diseñado por el arquitecto victoriano James Pennethorne
- Kennington Oval (The Oval, oficialmente conocido hoy en día como "The Kia Oval", es el terreno oficial del Surrey County Cricket Club
- Museo Imperial de la Guerra

## Estaciones de metro
- En la Northern Line, Kennington y Oval
- Bakerloo line: Lambeth North
- Victoria line: Vauxhall